# Carol (film)
Carol è un film del 2015 diretto da Todd Haynes. La sceneggiatura, scritta da Phyllis Nagy, è basata sul romanzo d'amore del 1952 The Price of Salt (conosciuto anche come Carol) di Patricia Highsmith. Il film è interpretato da Cate Blanchett, Rooney Mara, Sarah Paulson e Kyle Chandler. Ambientato nella New York del 1952, segue la storia di una giovane aspirante fotografa, Therese Belivet, e il suo rapporto con un'incantevole donna, Carol Aird, alle prese con un difficile divorzio.
Carol ha gareggiato in concorso per la Palma d'Oro al Festival di Cannes 2015, dove Mara ha vinto il premio come miglior attrice. Il film è stato universalmente acclamato dalla critica e ha vinto numerosi riconoscimenti, tra cui premi della National Society of Film Critics. Secondo i calcoli di Metacritic, Carol è il film più acclamato dalla critica specializzata mondiale di tutto il 2015.

## Trama
New York, 1953. Due donne, Therese Belivet e Carol Aird, stanno prendendo un tè al Ritz Tower Hotel quando Therese viene avvicinata da un amico, Jack, che le propone di accompagnarlo ad una festa. Therese accetta e se ne va assieme a lui; mentre è in taxi, la ragazza ricorda come ha conosciuto Carol e gli eventi che hanno portato al loro incontro all'hotel.
Nel 1952, Therese è una ragazza di diciannove anni, aspirante fotografa e impiegata come commessa temporanea nel reparto giocattoli ai grandi magazzini Frankenberg durante il periodo natalizio. La sua vita, profondamente monotona, si divide tra il lavoro e il fidanzato Richard, con cui porta avanti una svogliata relazione priva di stimoli e, soprattutto, di vero amore. Un giorno Therese serve una cliente molto particolare, l'affascinante e matura Carol Aird, che acquista dietro suo consiglio un trenino elettrico come regalo di Natale per sua figlia Rindy. Accidentalmente Carol lascia i propri guanti al bancone e Therese decide di mandarli al suo indirizzo, che Carol le aveva dato per la spedizione del trenino, nel New Jersey.
Carol, grata per la restituzione dei guanti, invita Therese a pranzo e tra le due nasce rapidamente un'amicizia. Un giorno Dannie, un amico di Richard, bacia improvvisamente Therese durante una visita al suo studio al New York Times, dove il ragazzo lavora come giornalista, ma Therese non prova nulla; è in questa occasione che Therese realizza di non sentire alcuna attrazione verso gli uomini.
La domenica successiva, Carol invita Therese a casa propria. La ragazza scopre che anche la sua nuova amica sta passando un momento tutt'altro che semplice: Carol è infatti alle prese con il divorzio dal marito Harge e sta lottando per la custodia di Rindy. Harge si presenta inaspettatamente da Carol per portare via Rindy proprio durante la visita di Therese e la ragazza è testimone di un brutto litigio fra i coniugi in cui viene alla luce una passata relazione clandestina che Carol ha avuto con la sua migliore amica, Abby. Carol, sconvolta e di pessimo umore, allontana bruscamente Therese, che se ne va in lacrime.
Carol contatta Therese per telefono poche ore dopo, scusandosi per l'accaduto e chiedendole di accompagnarla in un viaggio in giro per l'America per distrarsi dalla difficile situazione del divorzio. Therese acconsente, mandando così a monte il viaggio in Europa che aveva programmato tempo addietro con Richard, con grande rabbia e delusione di quest'ultimo.
Durante il viaggio il rapporto tra Therese e Carol si fa sempre più intenso finché, alla vigilia di Capodanno, le due donne rivelano finalmente di amarsi e trascorrono una notte di passione. La mattina dopo, tuttavia, Carol scopre, grazie ad un telegramma di Abby, che Harge ha messo un investigatore privato sulle sue tracce per raccogliere le prove della sua infedeltà; Carol e Therese riescono a smascherare l'investigatore, ma non riescono ad evitare che quest'ultimo invii a New York i nastri in cui è stata registrata la notte d'amore tra le due donne. Harge, infatti, ha richiesto la custodia esclusiva di Rindy, invocando la clausola di moralità contro la moglie, e intende utilizzare contro di lei le prove della relazione con Therese, oltre che di quella avuta in passato con Abby.
Disperata, Carol torna immediatamente a New York. Therese viene riportata a casa da Abby dietro richiesta di Carol; la ragazza cerca subito di contattare Carol, ma quest'ultima, consapevole che non dovrà più vederla se vuole ottenere la custodia di Rindy, tronca brutalmente la loro relazione, spezzandole il cuore. Dopo aver lasciato definitivamente e senza alcun rimpianto Richard, Therese, dietro consiglio di Dannie, realizza un catalogo con le sue fotografie migliori, tra cui include quelle che aveva scattato a Carol, e grazie al suo talento ottiene un impiego presso il New York Times.
Carol, da parte sua, si rende conto che ciò che sta facendo sta portando soltanto dolore e sofferenza non solo a se stessa, ma anche a Therese, Harge e Rindy; incapace di portare ancora avanti la finzione e conscia che le prove contro di lei sono comunque troppo incriminanti, Carol ammette davanti a tutti i propri sentimenti per Therese e affida la custodia di Rindy ad Harge, ottenendo in cambio che il marito le permetta di vedere regolarmente la figlia.
Ormai serena, Carol chiede a Therese di vedersi un'ultima volta e si arriva dunque all'incontro al Ritz Tower Hotel avvenuto nelle prime scene. Carol chiede a Therese di andare a vivere assieme, ma la ragazza, ancora ferita dal rifiuto precedente, non accetta; Carol fa appena in tempo a confessarle il proprio amore prima che arrivi Jack e interrompa la conversazione. Prima di andarsene, Carol invita Therese a raggiungerla in un ristorante più tardi, se cambierà idea.
Alla festa, Therese rivede un ormai freddo e rancoroso Richard e dopo essere stata avvicinata da un'aspirante attrice che si mostra chiaramente interessata a lei, la ragazza si rende conto di sentire profondamente la mancanza di Carol; lascia dunque la festa e si reca al ristorante, dove trova Carol. Le due donne si scambiano uno sguardo e Carol sorride quando Therese, seppur esitante e timorosa per il futuro, avanza lentamente verso di lei.

## Produzione
Le riprese sono iniziate nel mese di marzo del 2014, nella città di Cincinnati, in Ohio, e sono durate 34 giorni. Il film è stato girato con una cinepresa Super 16 mm.

## Distribuzione

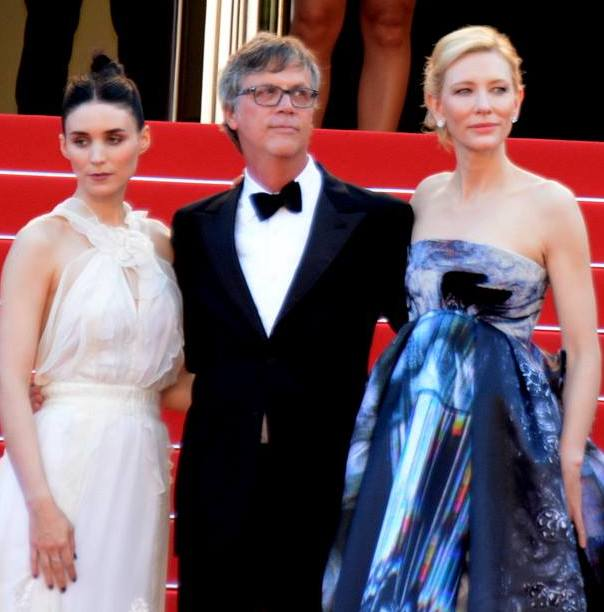
Le protagoniste e il regista al Festival di Cannes 2015.

Il film è stato presentato in anteprima alla 68ª edizione del Festival di Cannes il 17 maggio 2015. È uscito in un numero limitato di sale negli Stati Uniti il 20 novembre 2015 ed è stato distribuito in Inghilterra il 27 novembre 2015 e in Italia il 5 gennaio 2016.

## Premi e riconoscimenti
- 2016 - Premio Oscar
  - Nomination Miglior attrice protagonista a Cate Blanchett
  - Nomination Miglior attrice non protagonista a Rooney Mara
  - Nomination Miglior sceneggiatura non originale a Phyllis Nagy
  - Nomination Miglior colonna sonora a Carter Burwell
  - Nomination Miglior fotografia a Edward Lachman
  - Nomination Migliori costumi a Sandy Powell
- 2016 - Golden Globe
  - Nomination Miglior film drammatico
  - Nomination Miglior regista a Todd Haynes
  - Nomination Miglior attrice in un film drammatico a Cate Blanchett
  - Nomination Miglior attrice in un film drammatico a Rooney Mara
  - Nomination Miglior colonna sonora a Carter Burwell
- 2016 - British Academy Film Award
  - Nomination Miglior film
  - Nomination Miglior regista a Todd Haynes
  - Nomination Miglior attrice protagonista a Cate Blanchett
  - Nomination Miglior attrice non protagonista a Rooney Mara
  - Nomination Migliore sceneggiatura non originale a Phyllis Nagy
  - Nomination Migliore fotografia a Edward Lachman
  - Nomination Migliore scenografia a Judy Becker, Heather Loeffler
  - Nomination Migliori costumi a Sandy Powell
  - Nomination Miglior trucco e acconciatura a Jerry DeCarlo, Patricia Regan
- 2016 - Screen Actors Guild Award
  - Nomination Miglior attrice a Cate Blanchett
  - Nomination Miglior attrice non protagonista a Rooney Mara
- 2016 - AACTA Award
  - Nomination Miglior film
  - Nomination Miglior regista a Todd Haynes
  - Miglior attrice a Cate Blanchett
  - Miglior attrice non protagonista a Rooney Mara
  - Nomination Miglior sceneggiatura non originale a Phyllis Nagy
- 2016 - Satellite Awards
  - Nomination Miglior film
  - Nomination Miglior attrice a Cate Blanchett
  - Nomination Miglior attrice non protagonista a Rooney Mara
  - Nomination Miglior colonna sonora a Carter Burwell
  - Nomination Miglior montaggio a Affonso Gonçalves
- 2016 - Writers Guild of America Award
  - Nomination Migliore sceneggiatura non originale a Phyllis Nagy
- 2016 - Critics' Choice Movie Award
  - Nomination Miglior film
  - Nomination Miglior regista a Todd Haynes
  - Nomination Miglior attrice a Cate Blanchett
  - Nomination Miglior attrice non protagonista a Rooney Mara
  - Nomination Miglior fotografia a Edward Lachman
  - Nomination Migliore scenografia a Judy Becker, Heather Loeffler
  - Nomination Migliori costumi a Sandy Powell
  - Nomination Miglior trucco e acconciature a Jerry DeCarlo, Patricia Regan
  - Nomination Migliore colonna sonora a Carter Burwell
- 2015 - Chicago Film Critics Association
  - Nomination Miglior film
  - Nomination Miglior regista a Todd Haynes
  - Nomination Miglior attrice a Cate Blanchett
  - Nomination Miglior fotografia a Edward Lachman
  - Nomination Miglior colonna sonora a Carter Burwell
  - Nomination Miglior direzione artistica
- 2015 - New York Film Critics Circle Awards
  - Miglior film
  - Miglior regista a Todd Haynes
  - Miglior sceneggiatura a Phyllis Nagy
  - Miglior fotografia a Edward Lachman
- 2016 - Independent Spirit Awards
  - Miglior fotografia a Edward Lachman
  - Nomination Miglior film
  - Nomination Miglior regista a Todd Haynes
  - Nomination Miglior attrice protagonista a Cate Blanchett
  - Nomination Miglior attrice protagonista a Rooney Mara
  - Nomination Miglior sceneggiatura a Phyllis Nagy
- 2015 - British Independent Film Awards
  - Nomination Miglior film internazionale
- 2015 - Festival di Cannes
  - Migliore interpretazione femminile a Rooney Mara
  - Queer Palm a Todd Haynes
  - Nomination Palma d'oro
- 2015 - Gotham Award[3]
  - Nomination Miglior film
  - Nomination Miglior attrice a Cate Blanchett
  - Nomination Miglior sceneggiatura a Phyllis Nagy
- 2015 - Dorian Award [4]
  - Miglior film
  - Miglior film a tema LGBT
  - Miglior regia a Todd Haynes
  - Miglior attrice a Cate Blanchett
  - Miglior sceneggiatura a Phillis Nagy
- 2015 - African-American Film Critics Association [5]
  - Migliori dieci film